# Santa-Maria-Poggio
Santa-Maria-Poggio (korsisch Santa Maria Poghju oder U Poghju di Moriani; italienisch Santa Maria Poggio) ist eine Gemeinde auf der französischen Insel Korsika. Sie gehört zur Region Korsika, zum Département Haute-Corse, zum Arrondissement Corte und zum Kanton Castagniccia. 

## Geografie
Santa-Maria-Poggio liegt in der Castagniccia und grenzt im Osten an das Tyrrhenische Meer. Die Nachbargemeinden sind San-Nicolao im Norden, San-Giovanni-di-Moriani im Nordwesten, Santa-Reparata-di-Moriani im Westen, Valle-d’Alesani im Südwesten und Valle-di-Campoloro. Der Dorfkern liegt ungefähr auf 300 Metern über dem Meeresspiegel.

## Bevölkerungsentwicklung
| Jahr      | 1962 | 1968 | 1975 | 1982 | 1990 | 1999 | 2008 | 2017 |
| --------- | ---- | ---- | ---- | ---- | ---- | ---- | ---- | ---- |
| Einwohner | 222  | 222  | 309  | 456  | 600  | 629  | 650  | 743  |

## Gemeindepartnerschaft
Seit 2003 besteht eine Partnerschaft mit Beendorf in Sachsen-Anhalt.

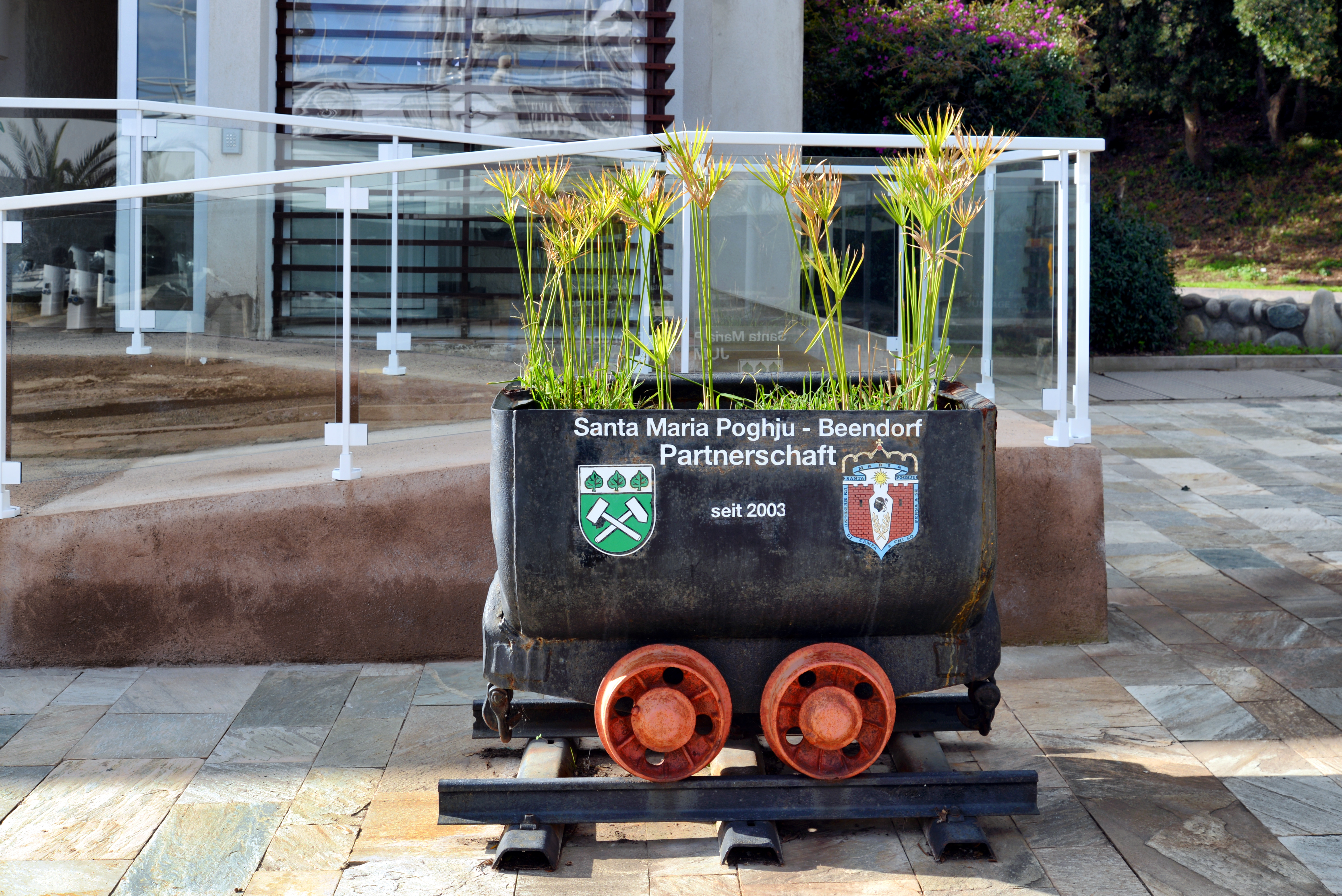
Ausgemusterter Werkbahnwagen des Schachtes Marie, der anlässlich der Besiegelung der Partnerschaft zwischen Beendorf und Santa-Maria-Poggio als Denkmal aufgestellt wurde